# Hydroptila guinola
Hydroptila guinola är en nattsländeart som beskrevs av Ross 1947. Hydroptila guinola ingår i släktet Hydroptila och familjen smånattsländor. Inga underarter finns listade i Catalogue of Life.